# Picrella ignambiensis
Picrella ignambiensis là một loài thực vật có hoa trong họ Cửu lý hương. Loài này được (Guillaumin) T.G. Hartley & Mabb. mô tả khoa học đầu tiên năm 2003.